# The Legendary Pink Dots
The Legendary Pink Dots är en musikgrupp som grundades i London i slutet av  1970-talet och som, trots att de aldrig haft ett genombrott i de breda lagren, genomgående har influerat sin musikaliska samtid. Edward Ka-Spel, som sjunger, är bandets frontfigur, och tillsammans med The Silver Man (Phil Knight) är han den enda av bandets kvarvarande originalmedlemmar. Dock meddelade den senare under turnén i Nordamerika i oktober 2022 på Facebook att han kommer att sluta turnera med bandet med omedelbar verkan.
Musiken som de spelar är högst originell, och är svår att kategorisera då bandet spänner över ett stort spektrum av musikaliska discipliner. Av recensenter brukar ljudet som de spelar beskrivas som en blandning mellan psykedelisk rock, Krautrock (helst Can), industrimusik och synthpop. Paralleller har dragits mellan bandet och Pink Floyd. Texterna som bandet sjunger kan beskrivas som influerade av klassisk poesi med lätt absurda inslag som emellanåt gör texterna svårförståeliga. Bandet har givit ut över 100 musikalbum sedan starten, och kommer att turnera i Europa 2023, med start på Poppodium Q-Factory i Amsterdam. 
1984 flyttade bandet till Amsterdam, vilket ledde till att originaluppsättningen förändrades. Originalbasisten, Roland Callaway, lämnade bandet i samband med flytten. Bandet har även samarbetat med Skinny Puppys cEvin Key, vilket resulterade i bandet The Tear Garden. Samma cEvin Key medverkade även på bandets album från  1994, 9 Lives to Wonder.
The Legendary Pink Dots uppträdde på Stadt Hamburg i Malmö 1991 (där även Edward Ka-spel uppträdde solo, som förband till Tuxedomoon), och hösten 2003 och 2004 på Debaser i Stockholm och Vogon Variety i Malmö.

## Diskografi (i urval)
Studioalbum
- Only Dreaming (1981)
- Kleine Krieg (1981)
- Brighter Now (1982)
- Atomic Roses (1982)
- Premonition (1982)
- Apparition (1982)
- Basilisk (1983)
- Chemical Playschool 3 & 4 (1983)
- Curse (1983)
- The Tower (1984)
- Asylum (1985)
- Prayer For Aradia (1996)
- Island of Jewels (1986)
- Any Day Now (1987)
- The Golden Age (1988)
- Four Days (1990)
- Crushed Velvet Apocalypse (1990)
- The Maria Dimension (1992)
- Shadow Weaver (1992)
- Malachai (Shadow Weaver Part 2) (1993)
- 9 Lives to Wonder (1995)
- From Here You'll Watch the World Go By (1995)
- Hallway of the Gods (1997)
- Nemesis Online (1997)
- A Perfect Mystery (2000)
- All the King's Horses (2002)
- All the King's Men (2002)
- Poppy Variations (2004)
- The Whispering Wall (2004)
- Your Children Placate You From Premature Graves (2006)
- Alchemical Playschool (2006)
- Plutonium Blonde (2008)
- Seconds Late for the Brighton Line (2010)
- The Creature That Tasted Sound (2012)
- Taos Hum (2013)
- The Gethsemane Option (2013)
- Code Noir (2013)
- The Curse of Marie Antoinette (2013)
- 109 (2014)
- The Seismic Bleats Of Quantum Sheep (2015)
- Five Days (2015)
- 5 Days Instrumentals (2015)
- Pages Of Aquarius (2016)

Livealbum
- The Lovers (1984)
- The Terminal Kaleidoscope (1985)
- Dot-to-Dot (1988)
- Traumstadt #3 (1988)
- Greetings 9 (1989)
- Live at Centralino: 15.2.1987 Torino, Italy (1991)
- Live '85 - '88 (1997)
- Live '89 (1997)
- Live at the Metro (1999)
- Farewell, Milky Way (2000)
- Live in Hildesheim 1991 (2003)
- Live at Montpellier 1994 (2005)
- Live at Cafe De La Danse, Paris, 20 December 2007 (2008)
- Human Radio (2009)
- The French Collection (2010)
- Live At Pandora's Music Box 1985 (2013)
- Plutonium Live (2013)
- Live '89 Volume 2 (2014)
- Paris In The Spring (2014)
- Easter In The Deep South (2015)
- The Wednesday Mass (2015)
- Crash Velvet Apocalypse (2015)
- Come Out From The Shadows 4-Live At Lounge Ax 1993 (2015)
- A Public Bath (2016)
- Intimacy (Live At The Rumba Cafe 2010) (2016)
- A Sunday In Brighton (2016)

Samlingsalbum
- Chemical Playschool 1+2 (1981)
- Dots On The Eyes (1981)
- Chemical Playschool 2, Edition 2 (1982)
- Legendary Pink Dots (1984)
- Stone Circles: Legendary Pink Dots Anthology (1987)
- Traumstadt 1 (1988)
- Traumstadt 2 (1988)
- Traumstadt 3 (1988)
- Traumstadt 4 (1988)
- Traumstadt 5 (1989)
- The Legendary Pink Box (1989)
- Chemical Playschool 8+9  (1995)
- Canta Mientras Puedas (1996)
- Lullabies For The New Dark Ages (1996)
- Ancient Daze (1997)
- Stained Glass Soma Fountains (1997)
- Under Triple Moons (1997)
- Chemical Playschool 10 (1998)
- Poi Poka Mozhesh (1999)
- Kollabaris (2001)
- Chemical Playschool 11, 12 & 13 (2001)
- Synesthesia (2002)
- El Kaleidoscopo Terminal (2002)
- Caciocavallo Reissue Collection (2002)
- A Guide to the Legendary Pink Dots Vol. 1: The Best Ballads (2003)
- I Did Not Inhale (2003)
- A Guide To The Legendary Pink Dots Vol. 2: Psychedelic Classics And Rarities (2003)
- Singe Während Du Bist (2004)
- Crushed Mementos (2004)
- The Legendary Pink Dots (2007)
- The Maria Sessions (2009)
- Any Day Now Secrets (2010)
- All The King's Sessions (2011)
- Chemical Playschool 15 (2012)
- Come Out From the Shadows (2013)
- Come Out From the Shadows Volume 2 (2013)
- Come Out From the Shadows (Volume 3 - The 80s) (2013)
- The Maria Sessions Volume 2 (2013)
- 12 Steps Off The Path (2014)
- Chemical Playschool 16 & 18 (2014)
- The Shock Exchange (2015)
- Chemical Playschool 19 & 20 (2016)